# 小松則幸
小松 則幸（こまつ のりゆき、男性、1979年4月21日 - 2009年4月13日）は、日本のプロボクサー。大阪府寝屋川市出身、大阪府立枚方西高等学校卒業。第29代ならびに第34代OPBF東洋太平洋フライ級王者。入場曲は、TOM★CATの「TOUGH BOY」。

## 来歴
1997年9月9日、エディタウンゼントジム所属でプロデビュー。岩本和宏（尼崎亀谷）に4回引き分け。
2002年9月11日、OPBF東洋太平洋フライ級王座決定戦に挑戦。孫正五（韓国）に12R判定勝ちし王座獲得。
2003年2月16日、フィリピンGABフライ級王者でOPBF同級1位の指名挑戦者ロリー・ルナス（フィリピン）に2回TKO勝ちで初防衛に成功した。この時点でWBC世界フライ級12位、後にPABA同級王座も獲得する強豪に、初回は圧倒されながらも2Rに右アッパーから右クロスを決めてダウンを奪い、追撃をかけてレフェリーストップを呼び込む。劇的な逆転KO勝ちだった。なお、ルナスはその後、石川県のカシミジム所属となり「ロリー松下」のリングネームで活動している。
2003年5月5日、パノムデット・オーユタナコーン（タイ）に5回TKO勝ちで2度目の防衛に成功した。タイ国同級王者の肩書きを持ちながら、日本での勝ち星がない相手との実力差は大きく、初回早々から右でダウンを奪い、5Rにラッシュをかけてレフェリーストップとなった。試合後のインタビューで、国内の同階級の強豪との対戦を希望する旨を語り、これがきっかけとなってトラッシュ中沼（国際）との対戦が実現する。
2003年8月24日、トラッシュ中沼に12回判定勝ちで3度目の防衛に成功した。この試合はCS局で生中継され、小松の試合が多くのボクシングファンの目に触れる初めての機会となったが、地元判定であると物議を醸した。
2004年2月15日、エドガー・ロドリゴ（フィリピン）に8回負傷判定勝ちで4度目の防衛に成功した。初回に鮮やかな左フックのカウンターを決めてダウンを奪うも、その後はやや苦戦した。
2004年6月26日、小嶋武幸（横浜さくら）に10回負傷判定勝ちで5度目の防衛に成功した。序盤から左右のフックを決めて優位に立つも、小嶋の右ストレートを浴びて動きが止まる場面が出た。この時点でWBCフライ級3位の東洋太平洋王者としては、物足りない試合内容だった。
2004年9月20日、トラッシュ中沼に12回判定負けで6度目の防衛に失敗し王座から陥落した。結果は0-2だったが、激しいポイントの奪い合いが繰り広げられる大変な接戦であった。なお、日本ボクシングコミッション（以下、JBC）関西事務局は、ジャッジした北村信行の採点（中沼の勝ち）が不適切として、北村に10月4日から年内の出場停止を通達した。また、JBC東日本地区所属の福地勇治ジャッジは、若干の中沼優勢で推移した最終ラウンドに、本来ならばノックダウンまたはそれに準じる大差優勢となった時のみに用いる「10-8」の採点で中沼に2点のリードを与えた。もしこれが「10-9中沼」であったなら、判定結果は「0-1ドローで王者防衛成功」だったため、この採点は俗に言う「帳尻合わせ」ではないかと一部で論議を呼んだ。
2005年1月29日、WBC世界フライ級王者ポンサクレック・クラティンデーンジム（タイ）に5回TKO負けで王座奪取に失敗した。初回から前足のポジション取りで劣勢に立ち、ポンサクレックの右アッパーを端緒とする的確なコンビネーションの前に力及ばず、5回に2度のダウンを奪われたあと、果敢に立ったもののパンチによる負傷箇所からの出血多量でレフェリーがストップした。
2005年11月22日、トリプルタイトル戦（大阪府立体育会館）でフェデリコ・カツバイ（フィリピン）とOPBF東洋太平洋フライ級王座決定戦を行った。相手の減点もあり、12回2-1の判定勝ちで王座返り咲きに成功した。3Rには小松がサウスポーとの対戦時に得意とする左フックのカウンターを決め、タフなカツバイをダウン寸前に追い込むなど好調だったが、中盤以降急激に失速。かろうじて逃げ切ったものの、以後に不安を抱かせる試合内容だった。試合後のインタビューで当時の日本王者内藤大助（宮田）に王座統一戦を要求した。
2006年6月27日、後楽園ホールで初となるOPBF・日本フライ級王座統一戦で。内藤大助と対戦し6回KO負けでOPBF王座初防衛に失敗、日本王座獲得に失敗した。初回から内藤の左フックで腰を落とし、劣勢のラウンドを重ねながら脅威的なタフネスを見せたが、6回に内藤の右フックを浴びてダウン。立ち上がったが追撃を受けてレフェリーがストップ。世界戦以外では初のKO負けだった。
2006年12月10日、エディタウンゼントジムからグリーンツダボクシングクラブへ移籍。
2007年2月12日、尼崎アルカイックホールにて、元OPBF東洋太平洋フライ級王者ワンミーチョーク・シンワンチャー（タイ）と再起戦を行い、8回TKO勝ちで再起に成功した。序盤からラフなワンミーチョークの右フックを受け苦戦、3回にこのパンチで軽いダウンも喫したが、4回から逆襲し5回にダウンを奪い返すと、8回にボディブローで倒し、移籍初戦をKOで飾った。
2007年7月2日、後楽園ホールにて日本フライ級王者吉田健司（笹崎）と対戦。乱戦の末6回負傷判定負けで王座獲得に失敗した。
2007年8月25日、フィリピン・パシッグのSMモール・オブ・エイジアにて、フィリピンPBFスーパーフライ級王者のロイ・ドリゲスと対戦。初回に偶然のバッティングで左目上から出血、試合続行不可能となり、ドクターストップによる1回負傷引分に終わった。
2008年1月5日、大阪府立体育会館第二競技場でタイ国ライトフライ級王者のスリヤ・クロンパジョンと対戦。初回に2度ダウンを喫し、懸命に反撃するも及ばず10回0-2（94-97、92-97、95-95）の判定負け。
2008年4月28日、大阪府立体育会館第二競技場でタイ国フライ級王者のユーシ・ウアウサンパンと対戦。2回に右フックでユーシをぐらつかせるも、3回に逆にダウン寸前になった。6回ユーシの右でダウンを喫し敗色濃厚だったが、終盤の懸命な攻勢により僅差ながら10回2-1(2者が96-94、94-95）の判定勝ち。
2008年8月3日、松下IMPホールでWBC世界フライ級第14位のロセント・ベガ（メキシコ）と対戦。僅差ながらも10回3-0（2者が97-94、96-95）判定勝ち。
2009年2月8日、松下IMPホールで元IBF世界ミニマム級王者のラタナポン・ソーウォラピン（タイ）と対戦。初回にラタナポンの左強打を浴びてグロッギーとなり、レフェリーストップによるTKO負け。
2009年5月13日に東京・後楽園ホールで亀田大毅（亀田）とのノンタイトル10回戦を戦う予定だったが、4月11日より座禅修行のために赴いていた京都市の寺から13日午後、滋賀県大津市の滝へ数名で向かい、その後滝壺で亡くなっているのが発見された。滝には1人で近づき、誤って足を滑らせ転落し、そのまま溺死したとみられる。29歳没。

## 戦績
プロボクシング：36戦24勝（10KO）6敗（3KO）6分

## 獲得タイトル
- 第29代OPBF東洋太平洋フライ級王座（防衛5）
- 第34代OPBF東洋太平洋フライ級王座（防衛0）

## 脚註
1. ↑  “WBC WORLD S.FLY WEIGHT TITLE MATCH”.  テレビ東京 (2004年9月20日). 2011年3月20日閲覧。
2. ↑  今日注目の一戦 小松、内藤とも計量パス!「月刊ボクシングワールド」オフィシャルサイト 2006年6月27日閲覧
3. ↑  ジム移籍の小松、新スタイルで世界再挑戦 日刊スポーツ大阪版 2007年2月1日閲覧
4. ↑  滝つぼ事故のボクサー小松さんは溺死 来月3日に追悼興行 MSN産経ニュース 2009年4月15日閲覧